# Seymour Martin Lipset
Seymour Martin Lipset (Nova Iorque, 18 de março de 1922 – Condado de Arlington, 31 de dezembro de 2006) foi um sociólogo estadunidense, filho de imigrantes judeus russos.

## Biografia
Seu pai era impressor e sua mãe uma camponesa, imigrantes da Rússia Imperial.
Lipset residiu em bairros pobres de Nova Iorque, graduou-se no City College de Nova Iorque, em 1943, e concluiu seu doutorado, PhD, na Universidade de Columbia, Nova Iorque, em 1949.
Na juventude, sua origem operária, sua nacionalidade russa, e a influência universitária o levaram  a aderir ao marxismo, sendo um socialista ativo, na vertente anti-stalinista, trotskista, e, posteriormente, a se aprofundar nas especificidades da sociedade americana.

## Carreira
Lipset foi professor da Universidade da Califórnia em Berkeley, da Universidade de Columbia, da Universidade Harvard, do Instituto Hoover, da Universidade de Stanford, entre 1975 e 1990, da Universidade de Toronto e da Universidade George Mason.

## Pensamento Político e Sociológico
Sua tese de doutorado, que foi seu primeiro livro, intitulada Agrarian Socialism: The Cooperative Commonwealth Federation in Saskatchewan, 1950, o notabilizou por se constituir num esforço de explicação de porque os EUA foram a única sociedade ocidental a não ter um Partido Socialista ou trabalhista forte. Cinquenta e um ano depois, seu livro, escrito em parceria com Gary Marks, intitulado It Didn't Happen Here: Why Socialism Failed in the United States, voltou a tematizar a mesma questão, fazendo um  amplo estudo comparativo com as democracias ocidentais.
Lipset destacou-se pela riqueza de sua teoria da democracia e pela defesa da tese do excepcionalismo americano, sendo um admirador dos ideais fundadores da América.
Ele foi um dos primeiros formuladores da "teoria da modernização", afirmando a democracia como consequência necessária do desenvolvimento e do crescimento econômico. Lipset definia-se como um centrista, influenciado pelo pensamento social e político de Alexis de Tocqueville, John Stuart Mill e Max Weber.
Tornou-se um ativo membro da ala conservadora do Partido Democrata, após abandonar o Partido Socialista em 1960, e foi um dos primeiros "neoconservadores", corrente intelectual e política que adquiriu grande visibilidade na Era Bush.
Lipset identificava, nos EUA, a força da cultura antiestatal, individualista, e a defesa da meritocracia e do dinamismo econômico, como fatores que explicavam a ausência de um Partido Socialista forte naquele país. Segundo Lipset, os cinco pilares do credo político americano: liberdade, igualitarismo, individualismo, populismo, e laissez-faire  explicavam o caráter excepcional da democracia americana. O grau de adesão a esses princípios nos Estados Unidos, teria uma intensidade muito elevada, não observada em outras democracias ocidentais.
Lipset propõe que nos países mais ricos e desenvolvidos, os conflitos distributivos se tornam menos radicais, o desenvolvimento econômico criaria condições para ânimos menos acirrados, em outras palavras, a prosperidade geraria, progressivamente, estabilidade política.
O ideal igualitário no plano da cidadania e nas condições de disputa no mercado de trabalho, a associação entre desenvolvimento econômico e democracia, ou entre capitalismo e democracia, era enfatizada. A democracia e o capitalismo faziam uma perfeita combinação afirmava Lipset.
As esquerdas americanas, por essas razões, seriam, predominantemente, anarquistas e não socialistas. O caso americano, segundo ele, era muito pouco provável de vir a confirmar a tese marxista da luta de classes levando a uma revolução inevitável. Obra de referência: It Didn't Happen Here: Why Socialism Failed in the United States, 2001
Lipset argumentava que a fraqueza do socialismo nos EUA refletia também a heterogeneidade da classe trabalhadora.
A estabilidade da democracia americana era explicada pelo modo mais moderado de tratar o conflito de classes, fator que favorecia emoções políticas mais contidas. Mas essa estabilidade decorria, também, da vigência de instituições que possibilitam o dissenso e o conflito, ao mesmo tempo que contribuem para a legitimidade e o consenso. A garantia de que a minoria poderá se tornar maioria em um novo governo, a importância das lideranças políticas e dos valores políticos para a boa funcionalidade dos sistema político inserem-se entre os fatores de estabilidade das instituições democráticas. Obras de referência :  Political Man: The Social Bases of Politics, 1960; The First New Nation, 1963, Consensus and Conflict, 1987; The First New Nation and Continental Divide: The Institutions and Values of the United States and Canada, 1990
Publicou obras importantes sobre organização sindical, modernização, opinião pública, estratificação social e sociologia da vida intelectual.
Ele, também, aumentou seu envolvimento com os assuntos do judaísmo com o avançar da idade e dedicou-se muito ao tema Conflito no Oriente Médio, formulando propostas para a negociação de paz entre israelenses e palestinos.

## Lipset sobre George Washington
Lipset admirava a liderança política de George Washington, constituída nas relações de poder de sua colônia natal, o atual estado da Virginia, Mount Vernon, como membro da classe rica de proprietários rurais, onde era de grande importância o caráter e a reputação das lideranças públicas, porque dessas lideranças dependia a vida da comunidade. Do mesmo modo, fundamental foi sua liderança no cenário político nacional, para fortalecer as bases da legitimidade da nova nação, que não possuía uma longa tradição. George Washington era uma figura política que unia o país e simbolizava o novo Estado perante as nações, uma personalidade que usou seu carisma a favor dos ideais da nova república, sem adotar práticas despóticas. (Cfr. Lipset, Seymour Martin. "George Washington and the Founding of Democracy." Journal of Democracy 9 (October 1998): 24-38).

## Cargos que ocupou e entidades que integrou
- Presidente da Associação Americana de Ciência Política, 1979 a 80, e da Associação Sociológica Americana, 1992 a 93.
- Presidente da Sociedade Internacional de Psicologia Política.
- Presidente da Associação Sociológica de Pesquisa.
- Presidente da Associação Mundial para Pesquisa de Opinião Pública.
- Presidente da Sociedade para Pesquisa Comparativa.
- Presidente da Sociedade Paul F. Lazarsfeld, em Vienna.
- Membro da Academia Nacional de Ciências dos Estados Unidos.
- Diretor do Instituto Estados Unidos da Paz
- Membro do Conselho do Albert Shanker Institute
- Membro do U.S. Board of Foreign Scholarships
- Membro do Comitê para Reforma da Lei Trabalhista
- Membro do Commitê para uma Efetiva UNESCO
- Consultor do Instituto Nacional Humanidades
- Consultor do National Endowment for Democracy
- Consultor do Comitê Judeu Americano.
- Presidente do Professores Americanos pela Paz no Oriente Médio

## Publicações selecionadas
- “The Rural Community and Political Leadership in Saskatchewan.” Canadian Journal of Economics and Political Science 13.3 (1947): 410–428.
- Agrarian Socialism: The Cooperative Commonwealth Federation in Saskatchewan, a Study in Political Sociology (1950), ISBN 978-0-520-02056-6 (1972) online
- We'll Go Down to Washington (1951)
- "Democracy in Private Government: a case study of the International Typographical Union." British Journal of Sociology (1952)  3:47–58 in JSTOR
- Union Democracy: The Internal Politics of the International Typographical Union (1956) com Martin Trow e James S. Coleman
  - "The Biography of a Research Project: Union Democracy." in Sociologists at Work: the craft of social research ed. por Phillip E. Hammond. (1964)
- Social Mobility in Industrial Society with Reinhard Bendix (1959), ISBN 978-0-88738-760-9 online edition
- Social Structure and Mobility in Economic Development com Neil J. Smelser (1966), ISBN 978-0-8290-0910-1 online edition
- "Some Social Requisites of Democracy: Economic Development and Political Legitimacy." The American Political Science Review Volume 53, Issue 1 (1959): 69-105.
- “Social Stratification and right-wing extremism," British Journal of Sociology (1959) 10:346–382.
- Political Man: The Social Bases of Politics (1960), ISBN 978-0-385-06650-1 online
- The First New Nation (1963), ISBN 978-0-393-00911-8 (1980) online
- The Berkeley Student Revolt: Facts and Interpretations, ed, com Sheldon S. Wolin (1965)
- Party Systems and Voter Alignments, co-edited with Stein Rokkan (Free Press, 1967)
- Student Politics (1967), ISBN 978-0-465-08248-3 online
- Revolution and Counterrevolution: Change and Persistence in Social Structures, (1968) ISBN 978-0-88738-694-7 (1988 printing) online version
- editor, Politics and the social sciences (1969)
- Prejudice and Society com Earl Raab
- The Politics of Unreason: Right Wing Extremism in America, 1790–1970 com Earl Raab (1970), ISBN 978-0-226-48457-0 (1978) online
- Rebellion in the University (1971)
- The Divided Academy: Professors and Politics com Everett Carll Ladd, Jr. (1975), ISBN 978-0-07-010112-8 online
- Consensus and Conflict: Essays in Political Sociology (1985)
- Unions in transition: entering the second century (1986)
- The Confidence Gap: Business, Labor, and Government in the Public Mind (1987)
- editor, Revolution and Counterrevolution: Change and Persistence in Social Structures (1988)
- Continental Divide: The Values and Institutions of the United States and Canada (1989)
- "Liberalism, Conservatism, and Americanism", Ethics & International Affairs vol 3 (1989). online
- "The Social Requisites of Democracy Revisited." American Sociological Review Vol. 59, No. 1: 1-22.
- Jews and the New American Scene com Earl Raab (1995)
- American Exceptionalism: A Double-Edged Sword (1996)
- It Didn't Happen Here: Why Socialism Failed in the United States with Gary Marks (2000), ISBN 978-0-393-32254-5
- The Paradox of American Unionism: Why Americans Like Unions More Than Canadians Do, but Join Much Less with Noah Meltz, Rafael Gomez, and Ivan Katchanovski (2004), ISBN 978-0-8014-4200-1
- The Democratic Century com Jason M. Lakin (2004), ISBN 978-0-8061-3618-9
- "Steady Work: An Academic Memoir", Annual Review of Sociology, Vol. 22, 1996 online
- "Economic Development and Democracy"